# Северни поларник
Северни поларник или Арктички поларни круг је једна од пет главних паралела, обележених на мапи Земље.
Овај круг се налази на 66° 33 ' 44 " (66,5622°) северно од екватора. Површина северно од арктичког круга се зове Арктик. Слична паралела постоји и у јужној хемисфери и она се назива јужни поларни круг, а подручје јужно од те паралеле називамо Антарктик.
Арктички круг представља јужну границу поларног дана. Било где северно од њега, сунце се може видети изнад хоризонта дуже од 24 сата, најмање једном годишње. Такође, северно од круга, се дешава најмање једном годишње, да светлост није видљива изнад хоризонта за најмање 24 сата. На географској ширини Арктичког круга ови догађаји дешавају се тачно једанпут годишње, у јуну и децембру сунчевих прекретница. Даље на север, ови догађаји трају дуже, на пример, на географској ширини Мурманска, поларна ноћ траје 40 дана, а поларни дан 61. Исти феномен се јавља у пределу антарктичког круга.
Због оштре климе на Арктику, само мали број људи живи унутар и северно од арктичког круга. Три највећа града, која се налазе северно од арктичког круга, се налазе у Русији: Мурманск (305.034 становника), Нориљск (176.189 становника), и Воркута (70.500 становника). Четврти по броју становника је норвешки град Тромсе (69.009 становника).

## Етимологија
Реч арктик потиче од грчке речи ἀρκτικός (арктикос: „близу Медведа, северни“), а она од речи ἄρκτος (арктос: „медвед“).

## Карактеристике
Арктички круг је јужна граница подручја у којем најмање један дан (или више) сваке године, Сунце уопште не залази (тзв. поларни дан) током летњег солстиција, то је 21. 6. Исто тако постоји и један дан кад сунце уопште не излази за време зимског солстициј а (поларна ноћ), а то је 21. 12. Дужина континуираног дана или ноћи се повећава прогресивно како се иде према северу, тако на почетку Арктичког круга траје један дан, док на Северном полу траје шест месеци.
То се дешава због нагиба Земље, која има отклон од 23,5° од своје вертикале, те је током летњег солстиција Сунце изнад Северног поларног круга, а за време зимског солстиција изван домашаја сунчевих зрака.
Простор северно од овог круга зове се Арктик, а јужно од њега лежи Северна умерена климатска зона.
Северни пол се налази на средишњем делу ледом прекривеног платоа велике водене масе Арктика, који се све више отапа, тако да испуњава све мање подручје унутар Арктичког круга. Дужина било којег дана и ноћи унутар Арктичког круга је обрнута од оног унутар Антарктичког круга.

## Историјска открића
До Северног пола први је дошао тек 6. 4. 1909. Американац Роберт Пири, иако је већ од 16. века било истраживача и помораца који су тражили поморске путеве преко Арктика.

## Становништво и географија
Унутар Арктичког круга живи релативно мало људи, због изразито хладне климе, али ипак пуно више него на јужном Антарктичком кругу. Најбројније су 3 заједнице унутар Русије: Мурманск (325.100 становника), Краснојарски крај Нориљск (135.000) и Воркута (85.000). Затим следи Тромсе у Норвешкој (68.000). За разлику од тога најбројнија северноамеричка заједница унутар Арктичког круга је Сисимиут на Гренланду, који има свега 5000 становника, а на читавом простору Канаде и Сједињених Америчких Држава највеће насеље је Уткиагвик на Аљаски са 4000 становника.
Арктички круг пролази преко територија осам држава: Норвешке, Шведске, Финске, Русије, Сједињених Америчких Држава (Аљаска), Канаде, Данске (Гренланда) и Исланда (само мало острво Гримсеј).
Почевши од нултог меридијана, према истоку Арктички круг пролази кроз;
| Географске координате                                    | Земља, територија, море | Белешке                                                                                      |
| -------------------------------------------------------- | ----------------------- | -------------------------------------------------------------------------------------------- |
| 66° 34′ N 000° 00′ E / 66.567° С; 0.000° И               | Северни ледени океан    | Норвешко море                                                                                |
| 66° 34′ N 012° 48′ E / 66.567° С; 12.800° И              | Норвешка                | округ Нордланд                                                                               |
| 66° 34′ N 015° 31′ E / 66.567° С; 15.517° И              | Шведска                 | покрајина Норботен                                                                           |
| 66° 34′ N 023° 51′ E / 66.567° С; 23.850° И              | Финска                  | регија Лапонија                                                                              |
| 66° 34′ N 029° 28′ E / 66.567° С; 29.467° И              | Русија                  | Република Карелија Мурманска област поново Република Карелија поново Мурманска област        |
| 66° 34′ N 033° 25′ E / 66.567° С; 33.417° И              | Бело море               | Кандалакшки залив                                                                            |
| 66° 34′ N 034° 28′ E / 66.567° С; 34.467° И              | Русија                  | Мурманска област – у дужини од 7                                                             |
| 66° 34′ N 034° 38′ E / 66.567° С; 34.633° И              | Бело море               | Кандалакшки залив                                                                            |
| 66° 34′ N 035° 00′ E / 66.567° С; 35.000° ИКоља, Русија) | Русија                  | Мурманска област (Коља)                                                                      |
| 66° 34′ N 040° 42′ E / 66.567° С; 40.700° И              | Бело море               |                                                                                              |
| 66° 34′ N 044° 23′ E / 66.567° С; 44.383° И              | Русија                  | Ненецки аутономни округ Република Коми Јамало-ненецки аутономни округ                        |
| 66° 34′ N 071° 05′ E / 66.567° С; 71.083° И              | Обски залив             |                                                                                              |
| 66° 34′ N 072° 27′ E / 66.567° С; 72.450° И              | Русија                  | Јамало-ненецки аутономни округ Краснојарски крај Република Јакутија Чукотски аутономни округ |
| 66° 34′ N 171° 01′ W / 66.567° С; 171.017° З             | Северни ледени океан    | Чукотско море                                                                                |
| 66° 34′ N 164° 38′ W / 66.567° С; 164.633° З             | САД                     | Аљаска (полуострво Сивод)                                                                    |
| 66° 34′ N 163° 44′ W / 66.567° С; 163.733° З             | Северни ледени океан    | Залив Коцебју                                                                                |
| 66° 34′ N 161° 56′ W / 66.567° С; 161.933° З             | САД                     | Аљаска – иде у језеро Селавик                                                                |
| 66° 34′ N 141° 00′ W / 66.567° С; 141.000° З             | Канада                  | Јукон Северозападне територије – иде уз Велико медвеђе језеро Нунавут                        |
| 66° 34′ N 082° 59′ W / 66.567° С; 82.983° З              | Северни ледени океан    | Залив Фокс                                                                                   |
| 66° 34′ N 073° 25′ W / 66.567° С; 73.417° З              | Канада                  | Нунавут (Бафинова земља – иде уз језеро Нетилинг)                                            |
| 66° 34′ N 061° 24′ W / 66.567° С; 61.400° З              | Атлантик                | Дејвисов мореузl                                                                             |
| 66° 34′ N 053° 16′ W / 66.567° С; 53.267° З              | Гренланд                |                                                                                              |
| 66° 34′ N 034° 09′ W / 66.567° С; 34.150° З              | Атлантик                | Дански мореуз Гренландско море                                                               |
| 66° 34′ N 018° 01′ W / 66.567° С; 18.017° З              | Исланд                  | острво Гримсеј                                                                               |
| 66° 34′ N 017° 59′ W / 66.567° С; 17.983° З              | Атлантик                | Гренландско море Норвешко море                                                               |

- Глобус северног поларног круга на острву Викинген који обележава Арктички круг у Норвешкој
- Ознака Арктичког круга на острву Гримсеј на Исланду
- Знак Арктичког круга железницом Унутрашње линије, Шведска
- Знак Арктичког круга у Републици Карелији, Русија
- Знак Арктичког круга од Јамало-ненецког аутономног округа, Русија
- Знак у Јакутској републици, Русија